# Bas de la Rivière
Le Bas de la Rivière, également appelé Rivière Saint-Denis, est un quartier de Saint-Denis, le chef-lieu de l'île de La Réunion, département d'outre-mer français dans le sud-ouest de l'océan Indien. Il est situé dans l'encaissement formé par la Rivière Saint-Denis, entre Petite Île et La Redoute à l'ouest et le centre-ville à l'est. Il contient de nombreux édifices parmi les plus anciens de Saint-Denis. 

## Topograhie
Le Bas de la rivière est un quartier historique qui a marqué Saint-Denis, on y trouve encore la « fontaine Tortue »érigée en 1937 sur la place Fontaine Tortue, au pied de l'escalier Ti Quat' Sous. Cette place apparaît dans les saynètes du barde créole Georges Fourcade.
Dans le prolongement de la rue de la république, qui abritait sur le lieu de l'ancien collège Reydellet le jardin du Roy (puis du gouverneur), on trouve la rue de la boulangerie, où fut longtemps établie une boulangerie (royale, également) et un moulin alimenté par une déviation d'eau de la rivière, dont les vestiges subsistent. Le jardin du Roy sera transféré en 1762 par Honoré de Crémont sur l'actuel site du Jardin de l’État.
Pour leur part, les vestiges du canal des moulins sont toujours visibles aux abords de l'ascenseur panoramique.